# 乌南
乌南（法語：Ounans，法語發音：[unɑ̃]）是法国汝拉省的一个市镇，位于该省北部，属于多勒区。

## 地理
乌南（46°59'44"N, 5°39'57"E）面积12.19 平方千米，位于法国勃艮第-弗朗什-孔泰大區汝拉省，该省份为法国东部内陆省份，北起上索恩省，西北接科多尔省，西临索恩-卢瓦尔省，南至安省，东与杜省和瑞士接壤。
与乌南接壤的市镇（或旧市镇、城区）包括：桑唐、尚布莱、拉费泰、莫朗博、蒙巴雷、瓦当、沃德雷。

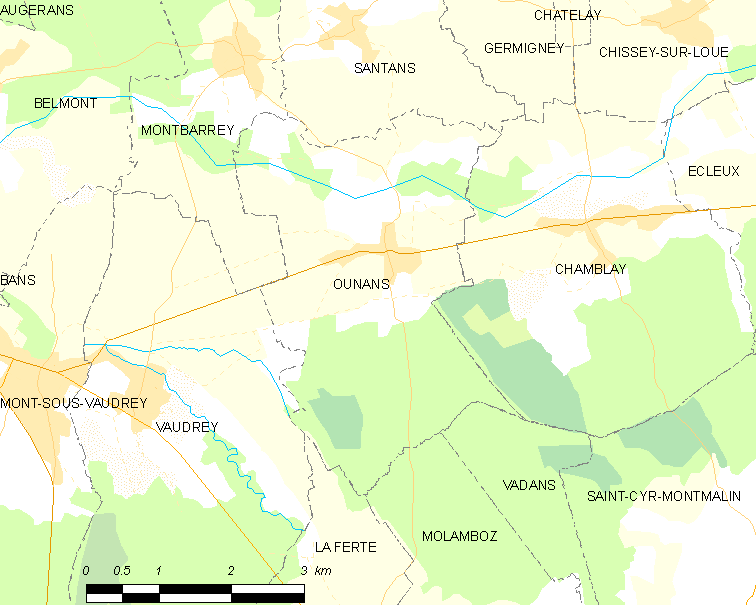
乌南的OSM定位图

乌南的时区为UTC+01:00、UTC+02:00（夏令时）。

## 行政
乌南的邮政编码为39380，INSEE市镇编码为39399。

## 政治
乌南所属的省级选区为蒙苏沃德雷县。

## 人口

1962-2008年间乌南人口变化图示

乌南于2022年1月1日时的人口数量为330人。